# Iso-Virmas
Iso-Virmas eller Iso Virmasjärvi är en sjö i Finland. Den ligger i kommunen Hankasalmi i landskapet Mellersta Finland, i den centrala delen av landet, 250 km norr om huvudstaden Helsingfors. Iso-Virmas ligger 105,6 meter över havet. Den är 6,9 meter djup. Arean är 4,79 kvadratkilometer och strandlinjen är 20,21 kilometer lång. Sjön  ingår i Kymmene älvs huvudavrinningsområde.   I omgivningarna runt Iso-Virmas växer i huvudsak blandskog.